# 山上烈
山上 烈（やまがみ いさお、1948年4月17日 - ）は、大阪府藤井寺市出身の日本の高校野球指導者。上宮高校、上宮太子高校野球部元監督。現役時代は投手、外野手。

## 来歴
1964年上宮高校に入学し、野球部では投手兼外野手。上宮は中日ドラゴンズの一枝修平の出身校であったが、当時は全くの無名校で、在学中甲子園大会には縁がなかった。1967年、日本体育大学に進学し、外野手に専念した。
1971年に卒業後、保健体育教師として母校に赴任し、8月には野球部監督に就任した。しかし、まだ弱小であり秋季大阪府大会では、初戦で城東工にコールド負けを喫している。
1980年、監督就任10年目、熱心な指導が実を結び、第52回選抜高等学校野球大会に出場を果たした。この時は1回戦敗退であったが、翌1981年の第53回選抜高等学校野球大会ではベスト4に進出、1983年の第55回選抜高等学校野球大会では、仲田幸司の興南を破り、1986年の第58回選抜高等学校野球大会では、上原晃の沖縄水産を破るなど、上宮を全国屈指の強豪に押し上げた。1988年の第60回選抜高等学校野球大会でも、2年生主体の若いチームながら岡幸俊の高知商を破りベスト8入りした。
1989年は、元木大介、種田仁、小野寺在二郎、宮田正直と役者が揃い、山上が甲子園初優勝を狙ったチームで、春夏連続出場する。しかし、春の第61回選抜高等学校野球大会では、順調に勝ち上がり決勝に臨んだが、東邦に悪夢の延長逆転サヨナラ負けを喫し準優勝に終わる（第61回選抜高等学校野球大会決勝を参照）。夏は初出場となる第71回全国高等学校野球選手権大会では、中村豊、薮田安彦の1年生を加え、さらに充実した戦力となったが、準々決勝で大越基の仙台育英にまさかの大敗を喫した。山上の上宮高校監督としての甲子園出場は、1980年代に集約されており、出場7回（春6回、夏1回）で14勝7敗だった。
1990年夏は、前年エースの宮田が残ったが、大阪府予選決勝で中村紀洋の渋谷に敗退した。1991年6月、山上を含む3人の体育教師が、特待生で入学した水泳部員（2年生）に、授業態度が悪いと体罰を加え、これが原因で山上は7月に監督を辞任。野球部長が監督代行となったが、8月にコーチであった田中秀昌が監督となった。秋になり、新チームはエースの西浦克拓、筒井壮、黒田博樹らを擁し、秋季近畿大会で準優勝を飾り、1992年の第64回選抜高等学校野球大会への出場が確実視された。だが12月25日、前述の水泳部員とその両親が、体罰による負傷が元で、競技を諦めざるを得ないことになったとして、傷害罪で山上ら3人を裁判所に告訴するに至った。これを受けて、学校側は8月来の新体制は事件と関係ないが、事件の社会的影響と告訴の事実を無視できないと判断し、12月27日大阪府高等学校野球連盟に、同校の第64回センバツ大会出場校選考会への推薦を辞退する旨を申し入れた。その後も、上宮に残った山上だったが、1997年に兄弟校の上宮太子高校に移った。
上宮太子は、1998年に野球部を創部し、山上は1999年に同校野球部監督に就任した。同年夏、3年生がいないチームながら大阪府予選を勝ち進み、準決勝では前任校の上宮と激突し7-4で破って決勝進出した。だが決勝は2-7で北陽に完敗した。その後、2000年春の第72回選抜高等学校野球大会と2001年夏の第83回全国高等学校野球選手権大会に同校を甲子園初出場に導いた。2008年8月監督を勇退した。

## 監督通算成績
上宮
- 春・出場6回（11勝6敗）、夏・出場1回（3勝1敗）

上宮太子
- 春・出場1回（0勝1敗）、夏・出場1回（0勝1敗）

## 教え子
- 中田宗男
- 柳沢高雄
- 笘篠誠治
- 光山英和
- 江本晃一
- 笘篠賢治
- 岡田耕司
- 西山秀二
- 小森哲也
- 元木大介
- 種田仁
- 小野寺在二郎
- 星田英利
- 宮田正直
- 中村豊
- 薮田安彦
- 市原圭
- 久保孝之
- 西浦克拓
- 筒井壮
- 黒田博樹
- 亀井義行
- 藤江均
- 青松敬鎔
- 加藤聡